# Martinet encaputxat
El martinet encaputxat (Egretta picata) és una espècie d'ocell de la família dels ardèids (Ardeidae) sovint ubicat al gènere Ardea.

## Hàbitat i distribució
Habita boscos de ribera i manglars de l'est de Sulawesi, illes Tanimbar i nord d'Austràlia.